# کلایو دیویس
کلایو دیویس (انگلیسی: Clive Davis؛ زادهٔ ۴ آوریل ۱۹۳۲) یک تهیه‌کننده موسیقی، و مسئول استودیوی ضبط موسیقی اهل ایالات متحده آمریکا است.